# Gabriele Albertini

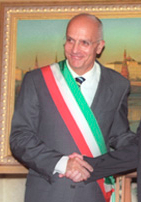
Gabriele Albertini

Gabriele Albertini (n. 6 iulie 1950 la Milano) este un om politic italian, membru al Parlamentului European în perioada 2004-2009 din partea Italiei. 
1. ↑  Gabriele Albertini, Munzinger Personen, accesat în 9 octombrie 2017
2. ↑   http://www.senato.it/leg/17/BGT/Schede/Attsen/00029036.htm Lipsește sau este vid: |title= (ajutor)
3. ↑  Deputații în Parlamentul European